# Bilfinger Industrial Services
Die Bilfinger Industrial Services GmbH gehört zum deutschen Konzern Bilfinger SE und ist der größte Anbieter für Anlagenbau und Industriedienstleistungen in Österreich.
Die Zentrale des Unternehmens befindet sich in Linz, mit zwölf weiteren Standorten in Österreich und im benachbarten Ausland.  
Das Unternehmen bietet Full-Service von der Planung (Engineering) über die Fertigung bis hin zur Montage, Inbetriebnahme und Instandhaltung (Maintenance). Anspruchsvolle Aufträge für nationale und internationale Kunden verschiedenster Industriebranchen prägen die Projektlandschaft. Das Unternehmen unterhält Maintenance-Stützpunkte in den wichtigsten Industrieregionen Österreichs.

## Geschichte
Im Mai 2019 fusionierte Bilfinger VAM am Standort Wels und die Bilfinger Chemserv am Standort Linz gemeinsam mit der Verwaltungsgesellschaft Bilfinger Shared Services sowie den Bilfinger Standortservices Linz zur neuen österreichischen Gesellschaft Bilfinger Industrial Services GmbH.
Die Vorgängerunternehmen Bilfinger VAM und Chemserv blicken auf eine langjährige Tradition und Geschichte. So wurde die Welser VAM bereits 1887 von Georg Rumpel als “G. Rumpel AG” gegründet und avancierte in seiner über 130-jährigen Geschichte vom regionalen Anbieter für Ver- und Entsorgungsanlagen in der österreichischen Monarchie zu einem der führenden Unternehmen für Industrieanlagen. Die ehemalige Bilfinger Chemserv entstand bereits 1946 aus der österreichischen Stickstoff AG.